# محمد المناعي
محمد ناصر المناعي (مواليد 30 أكتوبر 2003) لاعب كرة قدم قطري من أصل تونسي يجيد اللعب في خط الوسط مع نادي الشمال في دوري نجوم قطر.

## مسيرة اللاعب
لعب في نادي السد ونادي المرخية ونادي الشمال.